# Marius Ambrogi
Marius Jean Paul Elzeard Ambrogi (ur. 9 czerwca 1896, zm. 25 kwietnia 1971) – francuski as myśliwski z czasów I wojny światowej. Osiągnął 14 zwycięstw powietrznych. Należał do grona asów posiadających honorowy tytuł Balloon Buster. Pilot myśliwski w II wojnie światowej.

## Życiorys
Przez dwa pierwsze lata wojny służył w piechocie. Od 1916 roku został przeniesiony do lotnictwa Armée de l’air i po przejściu szkolenia uzyskał licencję pilota (15 lutego 1917) i został przydzielony do eskadry N 90. Pierwsze zwycięstwo powietrzne odniósł 30 października 1917 roku. Następna dwa w styczniu i maju 1918 roku nad niemieckimi samolotami dwumiejscowymi. Pierwszy balon obserwacyjny zestrzelił 17 maja i już do końca wojny systematycznie odnosił zwycięstwa nad balonami. Łącznie zestrzelił ich 11 co umiejscowiło go na 13 pozycji na liście Balloon Buster.
W okresie międzywojennym pracował w lotnictwie.
Po wybuchu II wojny światowej zestrzelił jeden samolot niemiecki Dornier Do 17.

## Odznaczenia
- Legia Honorowa
- Médaille militaire
- Krzyż Wojenny[1]